# United Diving Instructors

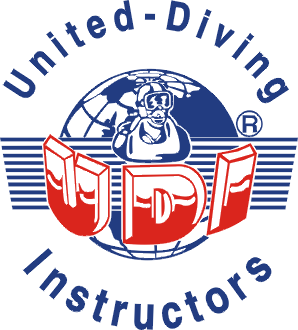
Logo UDI

Systém United Diving Instructors (UDI) je jeden z mnoha celosvětově uznávaných a působících potápěčských výcvikových systémů.

## Organizační struktura
United Diving Instrutors je instituce s celosvětovou působností, jejímž cílem je na co nejlepší úrovni zajišťovat výchovu, školení a výcvik instruktorů potápění, kteří budou dále na profesionální úrovni s dodržováním nejpřísnějších bezpečnostních opatření a využitím nejmodernějších výukových metod provozovat výcvik potápěčů všech kvalifikačních stupňů a mnoha specializačních kurzů.

## Historie
Tato původně americká organizace byla založena v roce 1983 v Kalifornii. Prvním presidentem byl Z. Fisher a hlavním sekretářem H. G. Golzing. Díky atraktivitě pořádaných kurzů se těší její výcvikový systém stále větší oblibě a popularitě. 
V roce 1988 se toto sdružení spojilo s 1. Rakouským svazem profesionálních učitelů potápění a zakotvilo tím také v Evropě. V roce 1989 byla otevřena zastoupení v Německu a Švýcarsku, v roce 1997 ve Slovinsku a v roce 1998 i v České republice. Významné zásluhy o rozvoj v těchto letech měli zejména presidenti F. Strutz a G. Hochl. Díky jejich snažení se UDI stává od 22. ledna 1999 jako první výcvikový systém v Evropě držitelem certifikace EN S 4260 – neboli normy pro základní výcvik potápění Open Water Diver platné v celé Evropské unii. 
Od října 2000 se presidentem stává Peter Dolezyk z Norimberka – neúnavný bojovník na poli metodické – publicistické činnosti. Jeho publikace převzala za své výukové materiály většina výcvikových systémů v Evropě a zejména jeho přispěním došlo 25. ledna 2002 k podepsání významné dohody o vzájemné spolupráci – partnerství celkem 12 výcvikových systémů včetně UDI s organizací CMAS Germany. Vznikla tak velmi silná zájmová lobby sdružující více než 6000 instruktorů potápění. Všechny systémy uznaly historickou úlohu CMASu jako první potápěčské mezinárodní organizace, dohodly se na akceptování výcvikových standard CMASu a na vzájemném uznávání udělených kvalifikací. 
Poslední novinkou, vedle celé řady výukových CD, je zejména interaktivní výukový program pro základní potápěčskou kvalifikaci "Open Water Diver" jehož demoverzi najdete na adrese www.click2dive.de a prozatím anglickou a německou verzi si můžete objednat na adrese naší centrály. Další novinkou je vydávání nových plastových certifikačních karet, které díky naskenované barevné fotografii plní i funkci takzvané "ID card" (identifikační karta). 
V roce 1998 zahájilo činnost zemské zastoupení v České republice a připravují se další. Hlavním úkolem těchto center je rychle a účelně vybavit instruktora potřebným materiálem, organizovat akce ke zvýšení kvalifikací až po instruktorské stupně a reprezentovat UDI v příslušné zemi.

## Evropská centrála UDI
V současné době se sídlem v Norimberku (Německo) – vedená presidentem Peterem Dolezykem má jako hlavní orgán „Roční setkání instruktorů se školením“.
Presidium dále tvoří:
- Reiner Kettel – Vicepresident
- Andreas Eser – vedoucí výcviku
- Dr. med. Stephan Koegel – zdravotní problematika
- Ralf Schäfer – zdravotní problematika, tisk
- Ralf Krause – technika
- Christina Wahl – vystavování plastových karet

a vedoucí zemských zastoupení: 
- Maria Dolezyk – Německo
- Walter a Gabriela Brunbauer – Rakousko
- Janko Janach – Slovinsko a Chorvatsko
- Jiří Hruška – Česko, Slovensko, Estonsko, Ukrajina

Evropská centrála vedle hlavní metodické a publicistické funkce, výroby a distribuce materiálů zemským centrálám zajišťuje kurzy a další vzdělávání instruktorů I*** Staff Instructor a I****Honorary Master Instructor a vystavuje certifikace a současně vede evidenci držitelů všech instruktorských stupňů.

## Česká centrála UDI
Zemská centrála (dále jen ZC) jinak též zemské obchodní zastoupení UDI pro Českou republiku, ale i Slovensko, Ukrajinu a Estonsko organizačně zastupuje a vytváří podmínky pro činnost téměř 90 instruktorů všech kvalifikačních stupňů. Mimo boje s legislativou a úkolů spojených s činností v evropské centrále:
- organizuje roční setkání se školením instruktorů UDI příslušných zemí
- zajišťuje překlady a korektury a tisk učebnic, metodik a dalších tiskových materiálů
- provádí prodej a distribuci tiskovin a veškerých potřebných materiálů pro činnost instruktorů
- vede příslušnou evidenci
- připravuje podklady pro certifikaci instruktorů UDI

Instructor college – v současné době jediná škola oprávněná provádět výuku a výcvik instruktorů po stupeň I** (International instructor) ve střední a východní Evropě 
- zajišťuje podmínky pro získání vyšších kval. stupňů a organizuje kurzy specializací pro co nejširší okruh zájemců nejen z řad potápěčů UDI, ale i jiných výcvik. systémů
- vede odbornou přípravu zájemců o profesionální potápěčskou kariéru až po kurz instruktora potápění

Vedení (management) UDI ČR, SR,… v současné době tvoří:
- Mgr. Hruška Jiří – vedoucí "Instructor college" a ZC (I**** Honory Master Instructor)
- Mgr. Hofman Daniel – technika (I*** Staff Instructor)
- MUDr. Hadač Vladimír – zdravotní problematika (I*** Staff Instructor)
- Zápeca Emil – zástupce pro Slovensko (I*** Staff Instructor)
- Hrušková Romana – administrativa (I* National Instructor)
- Hruška Jiří (junior) – webmaster

## Kurzy UDI pro děti
- UDI Junior Diver *
- UDI Junior Diver **
- UDI Junior Diver ***

## Kurzy UDI rekreačního potápění
- UDI Pool Diver
- UDI Basic Diver
- UDI Open Water Diver
- UDI Advanced Open Water Diver
- UDI Special Diver

## Speciální kurzy UDI
- UDI Orientation and Compass Diver
- UDI Night Diver
- UDI Deep Diver
- UDI Rescue Diver
- UDI Dry-Suit Diver
- UDI Drift Diver
- UDI Mountain Lake Diver
- UDI Cave Cavern Diver
- UDI Ice Diver
- UDI Diving Technician
- UDI Compress Diver
- UDI Wreck Diver
- UDI Mixed Gas Diver
- UDI Apnoe Diver

## Profesionální UDI certifikace
- UDI Open Water Instructor *
- UDI International Instructor **
- UDI Staff Instructor ***
- UDI Honorary Master Instructor ****